# Villarcayo de Merindad de Castilla la Vieja
Villarcayo de Merindad de Castilla la Vieja ist eine Gemeinde im Norden der Provinz Burgos der Autonomen Region Kastilien-León, 75 km nördlich der Provinzhauptstadt Burgos.

## Geschichte
Der bei Villarcayo gelegene Flugplatz wurde im August/September 1937 während des Krieges im Norden im Verlauf des Bürgerkrieges auch durch Teile der deutschen Legion Condor genutzt. Hier lagen in dieser Zeit die Heinkel He 70 und Dornier Do 17 der Aufklärungsstaffel 88 (A/88).